# St. Rupert (Freilassing)

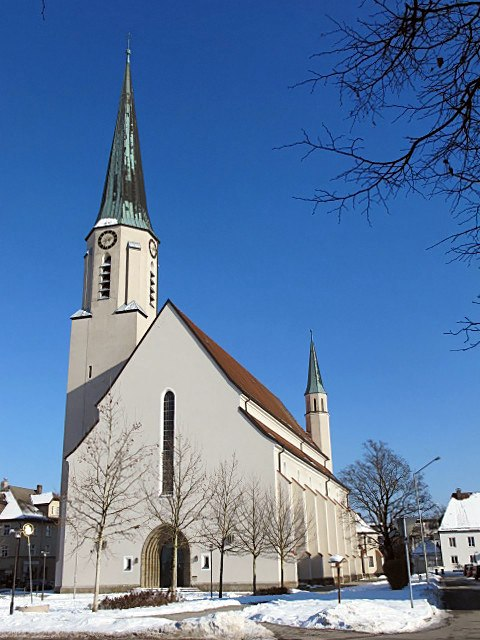
Pfarrkirche St. Rupert (2010)

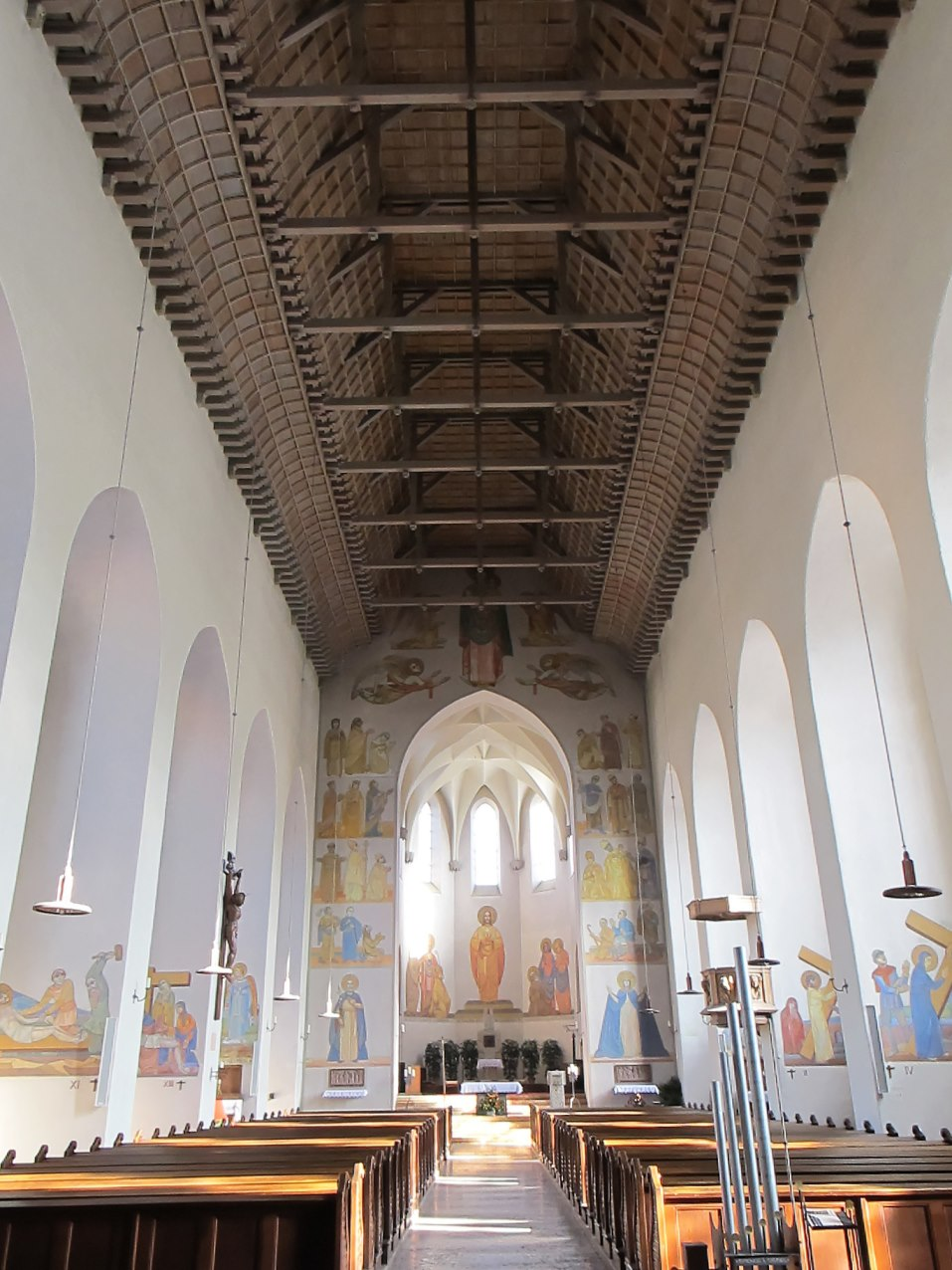
Saalraum mit offenem Dachstuhl (2010)

St. Rupert ist eine 1926 geweihte, nach Plänen Adolf Muesmanns errichtete, denkmalgeschützte römisch-katholische Pfarrkirche in Freilassing. Die Kirche mit dem Patrozinium Rupert von Salzburg, gehört zu den größten Kirchen im Landkreis Berchtesgadener Land.

## Geschichte
Am 10. März 1924 erfolgte der Spatenstich für den Kirchenbau nach den Plänen des Architekten Adolf Muesmann. Im November 1924 wurde das Dach des Langhauses gedeckt. 1926 wurde die Kirche mit Ausnahme des Turms fertiggestellt und am 24. Mai 1926 vom Erzbischof von München und Freising Michael von Faulhaber geweiht. Der große Hauptturm wurde erst 1935 unter dem Baumeister Franz Putzhammer fertiggestellt.

## Bauwerk
Die Rupertuskirche knüpft an Vorbilder heimischer Spätgotik an, nähert sich jedoch, vor allem im Inneren der Kirche, einer neuzeitlichen, moderneren Schlichtheit. Das imposante und weiträumige Langhaus mit offenem Dachstuhl wird beiderseits einer Reihe von sechs hohen, spitzbogig geöffneten und überwölbten Seitenkapellen gesäumt und im Westen von einer auf Nagelpfeilern aufruhenden Orgelempore abgeschlossen. Die westlichste Kapelle der nördlichen Reihe ist als Taufkapelle größer und quadratisch sowie mit einem Sterngewölbe, ähnlich wie im Presbyterium, versehen. Die Kirche ist im Inneren 60 Meter lang, 20,5 Meter breit und hat eine Firsthöhe von 29 Metern. Die Wandmalerei des Innenraumes gestaltete von 1926 bis 1938 der Maler Josef Eberz.

## Hauptturm
Der 1935 angefügte 74 m hohe, mächtige Hauptturm ist der mit Abstand höchste Kirchturm im Berchtesgadener Land und einer der höchsten im Erzbistum München und Freising. Der Turm trägt für seine Größe ein verhältnismäßig kleines Dreiergeläut, dessen größte Glocke 1 1,94 Tonnen wiegt, die Glocke 2 wiegt ca. 1,1 Tonnen, und die kleinste Glocke wiegt gerade mal 544 kg.

## Ausstattung
Der Hochaltar und die vier Seitenaltäre entstanden in den Jahren 1929 bis 1930 mit der Verwendung von rotem Adneter Marmor.
Die Orgel schuf von 1927 bis 1929 der Orgelbauer Michael Weise aus Plattling.